# Lin Li
Lin Li (China, 4 de mayo de 1970) es una nadadora china retirada especializada en pruebas de estilo braza y cuatro estilos, donde consiguió ser campeona olímpica en 1992 en los 200 metros estilos.

## Carrera deportiva
En los JJ. OO. de Barcelona 1992 ganó tres medallas: oro en los 200 metros estilos, y plata en 400 metros estilos y 200 metros braza.
Cuatro años después, en los Juegos Olímpicos de Atlanta 1996 ganó la medalla de bronce en los 200 metros estilos, con un tiempo de 2:14.74 segundos, tras la irlandesa Michelle Smith y la canadiense Marianne Limpert.